# سلطان أباد (وكيل أباد)
سلطان أباد (بالفارسية: سلطان‌آباد) هي قرية تقع في إيران في قسم وکيل أباد الريفي. يقدر عدد سكانها بـ 2,067 نسمة .